# Acanthephyra microphthalma
Acanthephyra microphthalma är en kräftdjursart. Acanthephyra microphthalma ingår i släktet Acanthephyra och familjen Oplophoridae. Inga underarter finns listade i Catalogue of Life.